# Cyanolanius
Cyanolanius is een geslacht van zangvogels uit de familie vanga's (Vangidae).

## Soorten
Het geslacht bevat twee soorten:
- Cyanolanius comorensis  – Comorese blauwe vanga
- Cyanolanius madagascarinus  – Malagassische blauwe vanga